# یاکهان بیگم
یاکهان بیگم یا یاخان بیگم، (زاده ۱۵۸۶ گیلان) ملکه هم‌نشین شاه عباس یکم بود.

## اصالت
یاخان بیگم دختر، مریم بیگم دختر شاه تهماسب یکم از حوریخان خانم گرجی‌تبار بود. پدر وی خان احمد گیلانی فرزند سلطان حسین کارکیا و آخرین حاکم سلسله کیاییان بود. 

## ملکه همسر
یاخان بیگم در سال ۱۵۹۰ نامزد محمدباقر میرزا پسر بزرگ و ولیعهد شاه عباس یکم شد و این یک پیوند سیاسی بود تا تنها وارث گیلان به‌عقد ولیعهد صفویه درآید و پس‌از آن گیلان استقلالش را ازدست بدهد. بعد از فرار خان احمد وی همراه با مادرش به کاخ چهل‌ستون قزوین فرستاده شدند.
در سال ۱۶۰۲ دوباره مسئله ازدواج محمد باقر میرزا با یاخان بیگم مطرح شد، اما به دلیل مخالفت شاهزاده این ازدواج صورت نگرفت به همین دلیل شاه عباس در ۱ سپتامبر ۱۶۰۲ با او ازدواج کرد.